# László Kovács (actor)
László Andras Kovács Fernández (pronunciado /láslo kóvach/ en español; Lima, Perú; 3 de diciembre de 1978) es un actor peruano de ascendencia húngara. Dentro de los muchos roles que ha desempeñado, es más conocido por su rol estelar de Alberto "Tito" Lara en Al fondo hay sitio.

## Biografía
Hijo de padre húngaro, András Kovács y madre peruana, Carmen Fernández. Inició su carrera profesional en 1996, en la telenovela Obsesión de Iguana Producciones en 1997, continuándola con la telenovela Leonela, muriendo de amor. En 1998, regresó a las filas de Iguana Producciones con Boulevard Torbellino en su primer papel protagónico juvenil junto a Fiorella Cayo y Santiago Magill. Al año siguiente, fue uno de los conductores del programa juvenil A mil por hora. 
En 2002, participó en la telenovela Qué buena raza, y en 2003, interpretó a Wenceslao en Demasiada belleza. El año siguiente actuó en la telenovela juvenil Besos robados, en el papel de Héctor.
En 2005 actuó en la serie Así es la vida como Esteban. En enero de 2007, participó en la miniserie Rita y yo como Gustavo.
De 2009 a 2016, hizo de Tito en la serie de televisión Al fondo hay sitio de América Televisión. También, reveló que antes del regresó de la serie en 2022 había sido cancelado de participar en tres diferentes series, de las cuales ya no formaría parte.
En julio de 2011, actuó en el musical Altar Boyz, bajo la dirección de Raúl Zuazo.
En 2012, actuó en la obra infantil Piel de asno.

## Filmografía

### Televisión

#### Series y telenovelas
- Obsesión (1996) como "El Fosforito".
- Leonela, muriendo de amor (1997).
- Torbellino (1997) como Sergio.
- Boulevard Torbellino (1997–1998) como Sergio.
- Estrellita del Sur (2000) como Moscú "Marcos" Capital.
- Mil Oficios o 1000 Oficios (2001–2002; 2004) como Rodrigo Montero y Jorge Suárez.
- Qué buena raza (2002–2003) como Darío Junior Stewart Benacerraf "Darío Stewart Jr.".
- Demasiada belleza (2003) como Wenceslao Vergara.
- Besos robados (2004) como Héctor Bellido.
- Así es la vida (2005–2008) como Dr. Esteban Arévalo Ponce de León "El veleta".
- Rita y Yo (2007) como Gustavo Palmer.
- Lente independiente (2009) como Él mismo.
- Las Locas Aventuras de Jerry y Marce (2009) como Dr. Esteban Arévalo Ponce de León "El veleta".
- Al fondo hay sitio (2009–2016; 2022–presente) como Alberto "Tito" Lara Smith / "Sr. Caquetá" / "El Rey del Hielo" / "Tito Paniagua" (Rol Principal).
- De vuelta al barrio (2017–2018; 2021) como Marcelo Gustavo Guerra de La Borda y Alberto "Tito" Lara Smith (Participación especial).
- Maricucha (2022) como Gianluca Montero (Rol Antagónico Principal) -Murphy Bradbury.[5]
- Maricucha 2 (2023) como Gianluca Montero-Murphy Bradbury. (Rol Antagónico)

#### Programas
- A Mil X Hora o A mil por hora (1999) como Presentador.
- Estás en todas (2022) como Invitado.
- En boca de todos (2022) como Invitado.

## Teatro
- El hermano del rey (2001) (Director: Diego La Hoz).
- Princesa y gitana (2005).
- Deseos Ocultos (2005).
- La china Tudela (2008).
- Al fondo hay sitio (2010–2012) como Tito Lara.
- Altar Boyz (2011) como Abraham.
- Piel de asno (2012) como El aldeano y El malvado lobo.

## Discografía

### Agrupaciones musicales
- Torbellino (1998).

### Temas musicales
- A Mil Por Hora (1999) (Tema para A Mil X Hora; Con Bárbara Cayo, Fiorella Cayo y Gabriel Calvo).

### Giras musicales
- Medley (1999).